# Victot-en-Auge
Victot-en-Auge è un comune francese di 131 abitanti situato nel dipartimento del Calvados nella regione della Normandia. È stato istituito il 1° gennaio 2025 dalla fusione dei precedenti comuni di Gerrots e Victot-Pontfol.